# Paracarpaea
Paracarpaea é um género botânico pertencente à família Bignoniaceae.

## Espécie
Paracarpaea pulchella

## Nome e referências
Paracarpaea (Cham. ) Pichon